# Napier Naiad
Le Napier Naiad était un turbopropulseur britannique, conçu et produit par la société D. Napier & Son Limited à la fin des années 1940. Il fut le premier turbomoteur de la compagnie.
Une version à moteurs jumelés, connue sous la désignation de Coupled Naiad fut également développée, mais les deux projets furent abandonnés avant de trouver un marché. Le Naiad fut également employé, sous une forme adaptée, dans le concept de moteur Turbo-compound Napier Nomad.

## Caractéristiques détaillées
Des trois moteurs britanniques de son époque, le Naiad était le plus puissant, avec 1 500 ch, alors que le Rolls-Royce Dart ne produisait que 1 125 ch et l'Armstrong Siddeley Mamba 1 010 ch. Toutefois, grâce à son architecture interne unique, ses dimensions n'était pas significativement plus importantes que celles de ses concurrents du moment.
Partant des points d'attache principaux, sur la cloison pare-feu à l'arrière du moteur, une structure tubulaire s'étend vers l'avant jusqu'à l'anneau de montage central, qui est installé dans le plan du dernier étage de compresseur du moteur. De cet anneau, des tubes de diamètre plus petit s'étendent vers l'avant, pour supporter la deuxième moitié du moteur, en étant attachés à la boîte à réducteurs, et vers l'arrière, en étant attachés au collecteur d'entrée de turbine. Cette solution d'attache du moteur permet aux carénages de compresseur et de turbine de ne pas subir d'efforts de torsion importants, ce qui participe à réduire le poids de ces éléments. Toutefois, l'emploi de cette architecture nécessite d'introduire des articulations entre les trois parties principales du moteur. C'est pour cette raison que le compresseur est maintenu dans un cardan à son extrémité arrière et un roulement à sa partie avant, la connexion de couple étant effectuée par des couplages annulaires. 
L'air est aspiré à-travers une entrée d'air annulaire située derrière l'hélice, puis dirigé vers le compresseur via deux demi-conduits passant chacun d'un côté du carénage contenant les engrenages réducteurs du moteur. Ce carénage est en fait composé de trois parties assemblées entre-elles, les cloisons les séparant servant de supports pour les roulements des divers engrenages. La troisième partie, la plus à l'arrière du carénage, est commune avec deux cavités utilisées comme réservoirs d'huile, celle de l'avant servant pour le système de régulation du moteur et celle de l'arrière étant celle contenant l'huile du moteur. Les engrenages réducteurs ont un rapport de réduction élevé, de 14 : 1, ce résultat étant obtenu avec un seul étage intermédiaire. Le train d'engrenages réducteurs est relié d'un côté à l'arbre de compresseur, et de l'autre à l'arbre de l'hélice. Le bloc dispose également d'un pignon qui est relié au démarreur et un autre qui entraîne les accessoires du moteur. Ces deux pignons sont chacun équipés d'un tachymètre. Le pignon entraînant les accessoires est relié à un arbre qui court le long du moteur jusqu'à la cloison pare-feu de celui-ci. Un pignon et un autre arbre similaire entraînent une série de pompes hydrauliques et à carburant disposées en bas de la boîte à engrenages, ainsi que le dispositif à vitesse constante de l'hélice.
Il n'y a aucune liaison rigide entre le compresseur et la boîte à engrenages réducteurs, afin d'autoriser une certaine flexibilité à l'ensemble, et le roulement avant de l'arbre de compresseur est de conception particulière pour être auto-aligné, alors que la transmission de couple s'effectue via un couplage annulaire. Bien que de petite taille, ce dernier est capable d'encaisser les 1 500 ch de puissance que délivre le moteur, qui a un couple relativement faible (600 N m) mais une vitesse de rotation très élevée.
Le compresseur du moteur offre un taux de compression de 5,5 : 1 et un débit d'air de 7,8 kg/s, ce qui représente une efficacité assez importante pour une unité de diamètre relativement faible, avec 274 mm. Il est logé à l'intérieur d'un carénage en forme de tambour en alliage léger, divisé longitudinalement en deux moitiés, et les étages de stator, également divisés en deux, sont boulonnés à l'intérieur. Les ailettes de stator sont faites d'un alliage d'aluminium et de bronze, accrochées à leur base à l'axe central de rotation du moteur, et à leur extrémité maintenues par des anneaux extérieurs supportant les boulons reliés au carénage du compresseur. Comme l'entrée d'air du moteur divise le flux entrant en deux parties, et que la distribution des flux n'est forcément pas égale entre les deux entrées d'air, les ailettes du premier étage de stator du compresseur sont disposées à des angles différents entre elles. Les douze étages de rotor du compresseur emploient également des ailettes du même alliage aluminium-bronze que celles du stator. À la différence des ailettes de stator, elles ont cependant un angle d'attaque qui varie beaucoup entre la racine et l'extrémité des pales. Les disques de rotor sont divisés en trois groupes de quatre, espacés par des disques d'aciers dont l'épaisseur est précisément ajustée pour assurer un bon alignement et un bon équilibrage des disques. Des « racines » en forme de bulbe sont utilisées pour fixer les ailettes au tambours du rotor, et des joints en labyrinthe sont installés entre les disques de rotor pour prévenir une perte de pression provenant des derniers disques et allant vers les premiers (chute de la pression dans la chambre). La pression en sortie de compresseur est de 5,57 bar pour une température d'air d'environ 200 °C.
À son extrémité arrière, l'arbre du compresseur traverse un roulement à billes, installé sur la dernière paroi du carénage de compresseur, avec de multiples joints en labyrinthe entre le dernier étage de compresseur et la zone à basse pression derrière le roulement. L'assemblage de type cardan qui maintient la partie avant du compresseur possède ses axes de pivot à environ trois centimètres du plan du roulement à billes et, en plus de supporter les effets de couple produits par le compresseur, forme un pont flexible entre le compresseur et la partie désigné plaque de support principale du moteur. Celle-ci est une grosse pièce moulée sur laquelle les trois parties soutenant le moteur - la partie centrale et les deux parties secondaires, avant et arrière - sont boulonnées. Comme pour l'avant du compresseur, un couplage annulaire similaire est employé pour transmettre la puissance de la turbine vers l'arrière du compresseur. Ce couplage est toutefois plus résistant que celui qui précède le compresseur, car il a plus de couple à supporter que ce dernier.
L'arbre de turbine est contenu à l'intérieur d'un carénage en forme de cloche le reliant à la plaque de support principale du moteur, qui maintient également le roulement maintenant la partie avant de la turbine. À son extrémité arrière, l'arbre de la turbine est boulonné au collecteur d'alimentation en gaz chauds de la turbine, qui est lui-même relié à la structure porteuse arrière du moteur.
Entre le compresseur et la turbine se trouvent cinq tubes à flamme indépendants, assurant la combustion du mélange air/carburant. Réalisées en alliage Nimonic 75, elles sont interchangeables entre elles, et leurs attaches les rendent démontables séparément. L'air sous pression arrivant du compresseur est véhiculé vers les chambres par cinq collecteurs, dont les orifices forment la base de chaque chambre. Le carburant est diffusé au niveau du dixième étage de compresseur par des injecteurs disposés autour et reliés entre eux par une canalisation circulaire entourant le moteur. Des générateurs de tourbillons sont disposés en entrée des chambres de combustion pour favoriser le mélange entre l'air et le carburant injecté. Les bougies assurant l'allumage du mélange ne sont présentes que dans deux chambres, des « ponts » propageant ensuite la combustion aux chambres restantes. Les gaz issus de la combustion passent à travers un collecteur doté de cinq entrées, qui répartit ensuite de manière égale les gaz entrant dans les étage de turbine.
Les ailettes de la turbine sont faites d'un alliage d'acier forgé et sont reliées à leur axe de rotation par des racines en forme de sapin. Le support de l'axe est assuré par un roulement à billes inséré à l'intérieur du carénage d'extrémité de la turbine. La face avant du premier étage est refroidie par de l'air sous pression prélevé au niveau du septième étage du compresseur, qui est véhiculé par six canalisations vers une chambre annulaire ventilant la face du disque de turbine. L'air refroidissant les espaces entre les étages de turbine est lui prélevé au niveau du dixième étage du compresseur.

## Applications
- Avro Lincoln : Uniquement pour essais.

## Exemplaire exposé
Un Naiad est visible, exposé au Science Museum de Londres, au Royaume-Uni.